# Leichtathletik-Weltmeisterschaften 2011/Teilnehmer (Gambia)
| Gelbes Symbol für Goldmedaillen mit stilisierten Olympischen Ringen | Graues Symbol für Silbermedaillen mit stilisierten Olympischen Ringen | Braundes Symbol für Bronzemedaillen mit stilisierten Olympischen Ringen |
| ------------------------------------------------------------------- | --------------------------------------------------------------------- | ----------------------------------------------------------------------- |
| —                                                                   | —                                                                     | —                                                                       |

Der gambische Leichtathletik-Verband stellte bei den Leichtathletik-Weltmeisterschaften 2011 im koreanischen Daegu zwei Teilnehmer.

## Ergebnisse

### Männer

#### Laufdisziplinen
| Athlet          | Disziplin | Vorlauf | Vorlauf | Halbfinale    | Halbfinale    | Finale        | Finale        |
| Athlet          | Disziplin | Zeit    | Platz   | Zeit          | Platz         | Zeit          | Platz         |
| --------------- | --------- | ------- | ------- | ------------- | ------------- | ------------- | ------------- |
| Suwaibou Sanneh | 100 m     | 10,50 s | 30      | ausgeschieden | ausgeschieden | ausgeschieden | ausgeschieden |

### Frauen

#### Laufdisziplinen
| Athletin      | Disziplin | Vorlauf    | Vorlauf | Halbfinale    | Halbfinale    | Finale        | Finale        |
| Athletin      | Disziplin | Zeit       | Platz   | Zeit          | Platz         | Zeit          | Platz         |
| ------------- | --------- | ---------- | ------- | ------------- | ------------- | ------------- | ------------- |
| Fanny Shonobi | 200 m     | 25,55 s SB | 36      | ausgeschieden | ausgeschieden | ausgeschieden | ausgeschieden |